# Giannicola Sinisi
Giannicola Sinisi (Andria, 2 giugno 1957) è un magistrato e politico italiano.

## Biografia
Laureato in giurisprudenza, magistrato, ha lavorato a Roma, Bari ed Andria, ma ha avuto anche molte cariche all'estero.
In origine esponente della Democrazia Cristiana, dopo l'inchiesta Mani Pulite e lo scioglimento del suo partito ha aderito ad Alleanza Democratica, con la quale nel 1993 è stato eletto sindaco del paese natio; si è dimesso da tale incarico nel 1996, anno in cui fu eletto deputato nazionale.
Sottosegretario al Ministero dell'interno con delega per la Pubblica Sicurezza durante il primo governo Prodi, ricevette lo stesso incarico nel primo governo D'Alema ma non fu confermato nei due successivi dicasteri di impronta ulivista.
Nelle elezioni regionali pugliesi del 2000 si candida alla carica di Presidente della Regione Puglia, ma viene sconfitto dall'avversario di centro-destra, Raffaele Fitto.
Confermato alla Camera nelle elezioni politiche del 2001 in quota PPI, è diventato il responsabile immigrazione della Margherita.
Con le consultazioni nazionali del 2006 è approdato al Senato: dopo aver aderito al gruppo parlamentare dell'Ulivo, è divenuto presidente della Delegazione parlamentare italiana presso l'Assemblea dell'Unione dell'Europa Occidentale.
Il 27 ottobre 2014, in qualità di giudice della Corte d'Appello di Roma, condanna Augusto Minzolini a 2 anni e 7 mesi di reclusione per l'accusa di peculato.